# Bisca (EP)
Bisca è la prima pubblicazione della band napoletana Bisca. Il disco, un EP con 6 brani, uscì nel 1982 per la Materiali Sonori.

## Tracce
Lato A
1. Putze Meinen Kopf
2. Food
3. Collezione Autunno / Inverno

Lato B
1. Inquietanti Relazioni II
2. Tango Glaciale
3. Behave Yourself